# Avaya
Avaya és una empresa multinacional fabricant d'equips de telecomunicacions de Basking Ridge, NJ. Avaya proporciona l'equip per crear la primera xarxa tot-IP dels Jocs Olímpics d'Hivern de Vancouver 2010.

## Productes
- Avaya Data ERS-8600

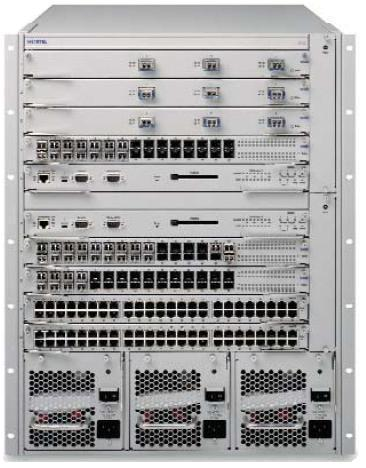
ERS-8600

  - Virtual Services Platform 9000 (VSP-9000) Avaya VSP-9000 System
  - Ethernet Routing Switch (ERS-8800)
  - Ethernet Routing Switch (ERS-8600) Avaya ERS 8600
  - Ethernet Routing Switch (ERS-8300)
  - Ethernet Routing Switch (ERS-5600) Avaya ERS-5600 Systems
  - Ethernet Routing Switch (ERS) 5500
  - Ethernet Routing Switch (ERS) 4500
  - Ethernet Routing Switch (ERS) 2500
  - Secure Router 4134/2330
  - WLAN 8100
  - VPN Gateway
  - Identity Engines
- Unified Communications
  - Avaya Aura AS-5300
  - Avaya Aura Application Enablement Services
  - Avaya Aura Communication Manager
  - Avaya Aura Communication Manager Branch
  - Avaya Aura Communication Manager Messaging
  - Avaya Aura Media Services
  - Avaya Aura Presence Services
  - Avaya Aura Session Manager
  - Avaya Aura System Platform
  - Avaya Aura SIP Enablement Services
  - Avaya Aura System Manager
  - Avaya Integrated Management
  - Avaya Communication Server 1000